# Chiliocephalum
Chiliocephalum là một chi thực vật có hoa trong họ Cúc (Asteraceae).

## Loài
Chi Chiliocephalum gồm các loài: